# سیارک ۴۶۷۲۰
سیارک ۴۶۷۲۰ (به انگلیسی: 46720 Pierostroppa، نامگذاری:1997PO4) چهل و شش هزار و هفتصد و بیستمین سیارک کشف شده‌است که در ۱۳ اوت ۱۹۹۷ کشف شد.